# Nationaal Rugby Centrum Amsterdam
Il Nationaal Rugby Centrum Amsterdam (in italiano Centro nazionale del rugby di Amsterdam), anche indicato come NRCA, è un impianto sportivo olandese dedicato al rugby a 15.
Sorge ad Amsterdam, all'interno del parco sportivo De Eendracht nell'omonimo quartiere, e fu aperto ufficialmente nel 1997.
Ospitò la Coppa del Mondo di rugby femminile 1998 ed è sede sia di Rugby Nederland, la federazione rugbistica olandese, che delle partite interne delle nazionali maschile e femminile nonché di due club cittadini, l'ASRV Ascrum e l'AAC.

## Storia
Il progetto di una struttura integrata risale alla fine degli anni ottanta quando l'attività rugbistica nei Paesi Bassi conobbe un notevole incremento; furono scartate le soluzioni all'Aiae ad Amersfoort e, tra quelle in lizza, prevalse Amsterdam all'interno del parco sportivo de Eendracht, polder nel settore occidentale della città.
L'impianto vide la luce nel 1997, inaugurato da Erica Terpstra, ex nuotatrice e all'epoca sottosegretario allo sport dei Paesi Bassi e ivi si trasferirono la federazione e le attività sportive internazionali con la domiciliazione delle nazionali maschili e femminili.
Il 45% del costo totale fu sostenuto in parti uguali dalla municipalità cittadina, dal comitato olimpico olandese e dal ministero dello sport; il 7,5% del costo fu coperto dal birrificio Heineken e il 10% dai club affiliati alla federazione rugbistica olandese; infine il rimanente 37,5% tramite mutuo contratto con la banca ABN AMRO da Fondazione NRCA, committente dei lavori, e del quale la federazione fu avallante.
Un anno dopo la sua inaugurazione, ospitò tutte le gare della Coppa del Mondo di rugby femminile 1998, la prima ufficialmente organizzata dall'International Rugby Football Board.
A livello internazionale l'NRCA è sede degli incontri interni delle nazionali olandesi maschile e femminile; accoglie annualmente altresì la finale del campionato nazionale di prima divisione, la Ereklasse; tra il 2013 e il 2015 Amsterdam fu una tappa del circuito mondiale femminile di rugby a 7 e anche i club cittadini AAC e Ascrum utilizzano l'impianto, che ha la capacità di 5 000 posti, molti dei quali nella tribuna principale, l'unica coperta.

## Incontri di rilievo
| Arbitro: | Ed Morrison |

|                                  |    |                  |
| Cootes (4) Rush (2) Palmer Sheck | mt | Schnapp Crawford |
| Rush (2)                         | tr | Bergmann         |